# 103-as busz (Miskolc)
A miskolci 103-as buszjárat egy gyorsjárati autóbusz volt 1977 és 1983 között. A járat a belvárost kötötte össze Szirmával. Munkaszüneti napokon nem közlekedett.

## Megállóhelyei
Búza tér – Vízügyi Igazg. – Martin-piac – Berzsenyi D. utca – Babits M. utca – Szirma Ált. Iskola – Mohostó utca – Szirma